# 법궤

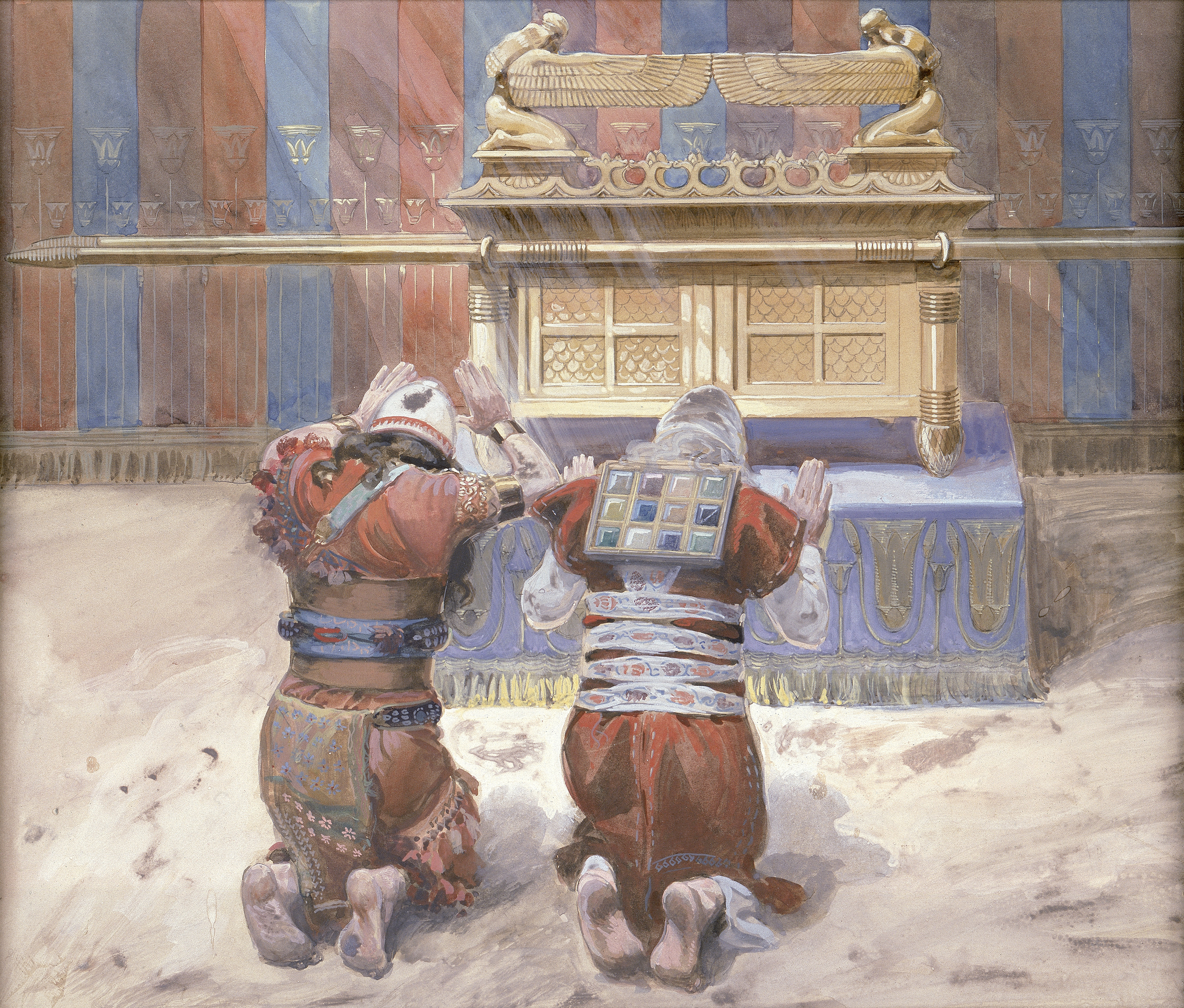
법궤 앞에서 절을 하는 모세와 여호수아. 제임스 티소. 1900년 경

법궤(히브리어: ארון הברית 아론 하버리스) 또는 계약궤, 성궤(聖櫃), 언약궤(Ark of the Covenant, 중국어: 約櫃)는 성경에 등장하는 금박을 입힌 나무 상자이다. 모세가 하나님께 받은 십계명을 새긴 석판 2개를 보관하고 있다고 한다. 그 외에도 대제사장 아론의 지팡이와 신이 내려주신 음식인 만나가 안에 들어 있다고 한다. 히브리어 성경에 의하면, '법궤는 네 면이 모두 황금으로 덮여 있었으며, 아론의 지팡이, 만나, 십계명이 새겨진 석판 2개를 담고 있는 황금 항아리였다.'라고 적혀 있다.
성경에 따르면, 법궤는 출애굽 도중 모세가 시나이 산에 올라가 신에게 직접 받은 2개의 석판을 보관하기 위해 만들어졌다고 한다. 이 때부터, 법궤는 레위 지파 사람들에 의해 받쳐져, 이스라엘의 군대와 민중 앞에서 같이 행진하며, 그들의 사기를 끌어올리는 역할을 하게 되었다. 법궤는 가죽과 푸른색 천으로 만들어진 성막 아래에 조심스럽게 감싸져 이동되었고, 심지어 사제들과 레위 지파의 고위 성직자들도 함부로 볼 수 없을 만큼 신성시되었다. 성경에는 상자 위에 2명의 거룹이 법궤 뚜껑을 감싸는 모습으로 장식되어 있었고, 법궤를 옮기기 위해 4개의 고리가 달려 있어, 이 고리에 장대를 끼워 법궤를 운반했다고 한다.

## 고고학적 연구

### 법궤가 있었던 위치
고고학자들의 연구에 따르면, 법궤는 이스라엘의 기럇 여아림에 있었을 가능성이 크다고 한다. 기원전 7~8세기에 이 곳은 강력한 신앙의 중심지였고, 이 도시 유적에서는 이스라엘 북왕국과 관련된 일종의 거대한 신전이 발굴되었기 때문이다. 몇몇 학자들은 이 같은 발견과 역대하 35:3을 근거로, 사실 법궤는 성경에서처럼 왕국 형성 초기에 곧바로 예루살렘으로 옮겨진 것이 아니라, 이스라엘 왕국 후기 요시아 통치기에 옮겨졌다고 주장한다. 또한 고고학자들은 당시 팔레스타인 지방에서 성물을 상자 속에 넣어 운반하는 것은 매우 흔한 전통이었음을 지적하며, 법궤 속에 사실은 수천년 된 석상들이 대신 들어 있었다고 주장하기도 한다. 이를 고려하면, 예루살렘의 법궤는 요시아의 통치기에 기럇 여아림에서 옮겨진 것이 아닌 원래부터 예루살렘에 존재하던 것으로도 볼 수 있다.

### 법궤의 존재 유무
성경학자들 사이에서는 법궤와 관련된 이야기들이 8세기에 지어졌으며, 후에 바빌론 유수와 관련된 내용에 추가되었다고 보는 관점도 있다. 한 학자에 따르면, 사실 '법궤' 자체는 존재하지 않았으며, 다만 고대 이스라엘에 비슷한 형식의 보물이나 성물이 있었을 것이라고 한다.

## 성경에서의 언급

### 법궤의 제작과 모습
출애굽기에 의하면, 모세는 시나이 산에서 40일 동안 머무르며 하나님에 의해 성막과 법궤의 환상을 보았고, 신의 뜻을 따르고 그가 가지고 내려온 2개의 석판을 보관하기 위해 법궤를 만들었다. 기록에 따르면 모세가 타인의 도움 없이 직접 그의 손으로 제작했다고 한다.
출애굽기에는 법궤에 대한 자세한 언급이 나와 있다. 세로로 2.5 큐빗이었으며, 가로로 1.5 큐빗, 높이는 1.5 큐빗이었다고 한다. 궤 전체에 얇은 금박이 입혀졌으며, 추가적인 황금 장식들이 옆에 붙어 있어 신성함을 더했다고 한다. 4 개의 황금 고리가 양 옆에 각각 2개씩 달려 있어, 나무 장대로 이를 운반할 수 있게 하였다.
법궤의 뚜껑에는 두 명의 천사가 황금으로 조각되어 이를 감싸는 형태를 취하고 있었고, 하나님이 제사장들에게 모습을 드러내기 위해 현신하시는 곳이 바로 이 천사상 사이였다고 한다. 마지막으로, 법궤는 푸른빛의 성막으로 감싸져 사람들이 함부로 볼 수 없게 조치하였다.

### 약속의 땅에서

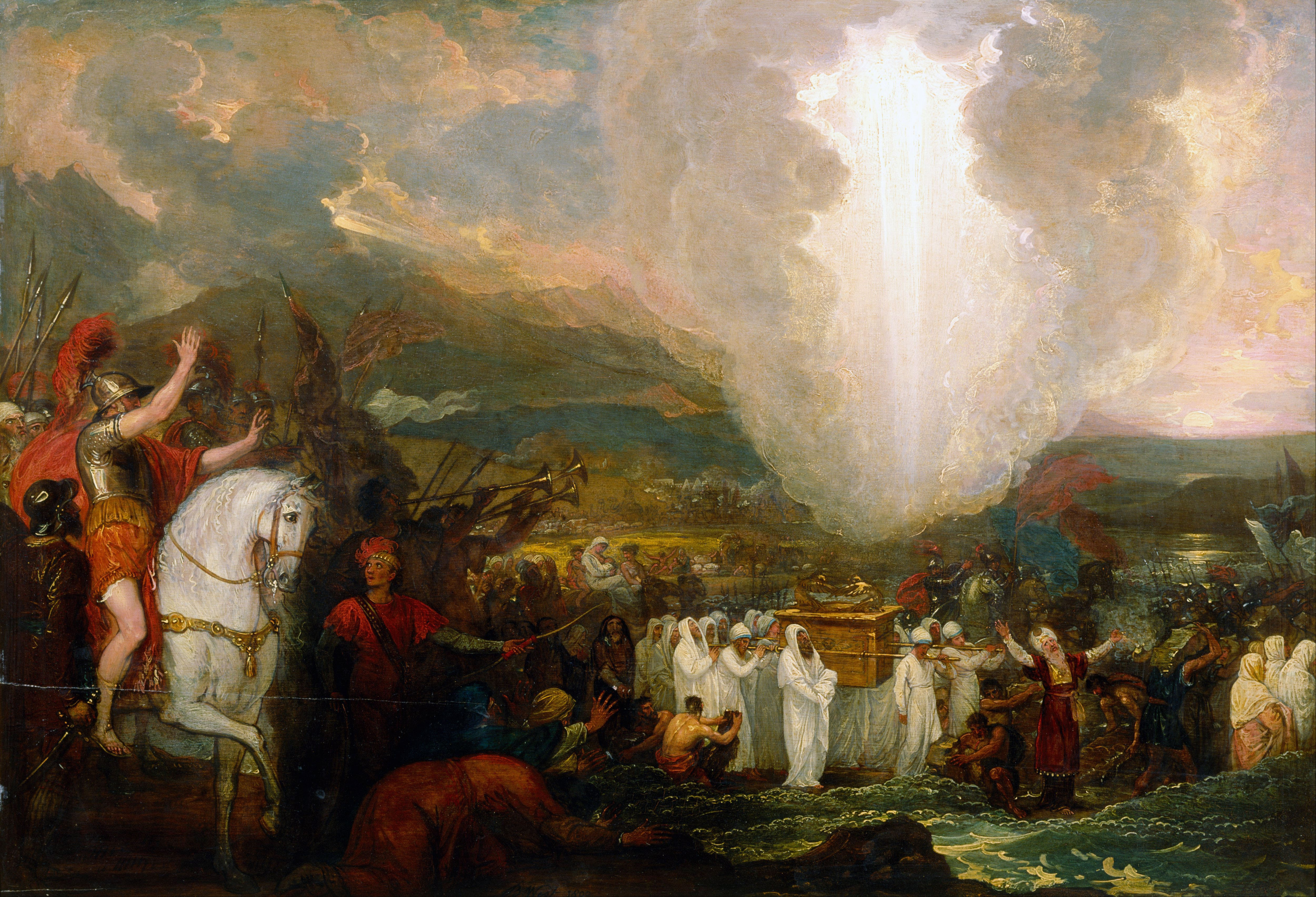
법궤를 선봉에 세워 요단강을 건너는 여호수아. 벤저민 웨스트. 1800년 그림.

성경에 의하면, 법궤는 제작된 후 40년 동안 유대인들에 의해 황량한 광야를 떠돌았다. 유대인들이 밤에 쉬기 위해 야영지를 만들 때마다 법궤는 신성한 천막인 성막 아래에 소중하게 보관되었다.
유대인들이 여호수아의 인도를 받아 요르단 강 어귀, 즉 약속의 땅에 도착하자, 유대인들은 법궤를 앞에 내세우며 그들이 다시 약속의 땅에 도착했음을 선포하였다. 법궤를 받치고 걸어가는 사제들의 발이 요르단 강에 닿자, 강이 말라버렸고 사람들이 모두 지나갈 때까지 그 상태를 유지했다고 한다. 후에 이 기적을 기념하기 위해 12개의 돌을 사제들이 건넌 자리에 세웠다고 한다.
법궤는 예리코 전투에서 또다른 기적을 일으킨다. 사제들은 6일 동안 법궤를 들쳐 업고 도시 예리코의 성벽 주위를 하루에 한 번씩 돌았고, 마침내 7일째 되는 날 예리코의 성벽이 굉음을 내며 무너져 사람들은 모두 깔려죽었다고 한다.

### 블레셋인들의 탈취
유대의 장로들은 한 전투에서 군대의 사기를 끌어올리고 신의 가호를 받기 위해, 블레셋인들과의 전투에 법궤를 갖고 가기로 결정하였다. 하지만 유대인들은 3만 명에 달하는 전사들을 잃으며 대패하였고, 법궤는 블레셋인들에 의해 탈취당했다. 법궤를 빼았겼다는 소식은 급하게 본국으로 전해졌고, 이 소식을 들은 당시의 대제사장은 곧바로 쓰러져 죽었다고 한다. 또한 그 대제사장의 며느리(비느하스의 아내)는 당시 그녀가 임신하고 있었던 아들의 이름을 '이가봇'이라 지었는데, 이는 고대 언어로 '영광이 이스라엘을 떠났다'라는 뜻이었다. 며느리는 얼마 지나지 않아 시아버지의 뒤를 따랐다고 알려졌다.
블레셋인들은 빼앗은 법궤를 전리품으로 여겨 여러 곳에 가지고 다녔는데, 그들이 법궤를 가지고 다닐 때마다 그들에게 불행이 닥쳤다. 블레셋의 지도자가 법궤를 다곤 신전 안에 들여놓았는데, 이튿날 사람들이 신전 안에 들어가자 다곤 신상이 법궤 앞에 엎어진 채 머리를 박고 있었다고 한다. 법궤를 보관하던 블레셋의 도시에는 종기, 쥐, 전염병들이 돌았고, 블레셋인들은 법궤를 자신들의 도시 안에 들여놓는 것을 두려워하였다. 이 때 블레셋인들 사이에서 돈 전염병은 가래톳페스트로 분석된다.
법궤는 블레셋인들에 의해 7달 동안 보관되었고, 결국 다시 유대인들에게 반환되었다. 법궤는 평원 위에서 다시 유대인들에게 돌려졌으며, 유대인들은 법궤에게 제물을 바침으로써 법궤의 귀환을 기뻐했다. 그러던 중, 한 유대인이 호기심을 참지 못하고 법궤를 올려다 보았고, 결국 그와 그 주위에 있던 70명의 사람들이 불타 죽었다. 사울 왕의 시대에 법궤는 그의 군대와 함께 다녔지만, 사울이 법궤에 예를 갖추기에는 너무나 성급한 면이 많았기 때문에 법궤가 예전처럼 군대의 맨 앞에 서서 군대의 진군을 이끄는 일은 없었다.

### 다윗 왕의 통치

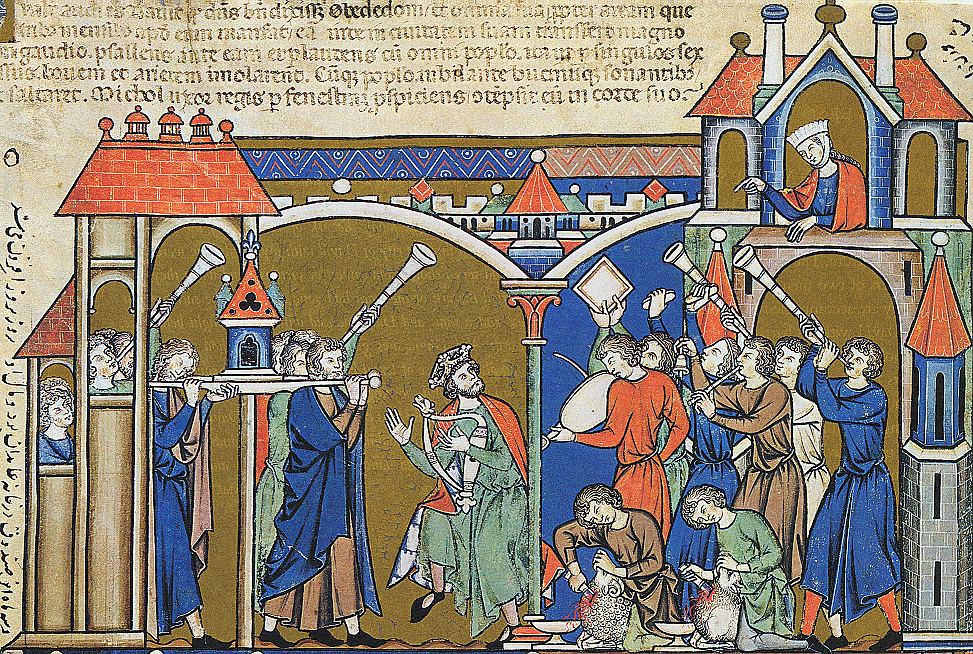
법궤를 예루살렘으로 들이는 다윗. 13세기 모건 그림성경의 그림.

다윗 왕은 법궤를 시온 산으로 옮기려 하였다. 옮기던 중, 법궤를 운반하던 한 인부가 법궤의 균형을 맞추기 위해 우연히 법궤에 손을 대었고, 그 즉시 신의 진노를 사 번개에 맞아 죽었다고 한다. 그 장소는 후에 '베레스웃사'라고 명명되었고, 이는 고대어로 '웃사에서의 분노'를 뜻한다. 다윗 왕은 이 소식을 전해듣고, 법궤를 옮기는 일을 실행하는 것에 두려움을 느끼고, 오벳의 집에 3달 동안 보관하였다가 다시 시온으로 옮겼다.
3달 동안 법궤를 보관하던 오벳의 집은 축복을 받았으며, 다윗은 법궤가 마침내 시온 산에 장막 안에 넣고 제사를 올리며 이스라엘 사람들에게 떡 한덩이와 포도주를 나누어주었다.
법궤를 모시는 직책은 레위 지파 사람들에게 배분되었으며, 그들은 성막을 대신하여 법궤를 보관하기 위해 거대한 신전을 짓고자 했으나, 신의 계시를 받아 이 공사는 중단되었다.

### 솔로몬의 성전

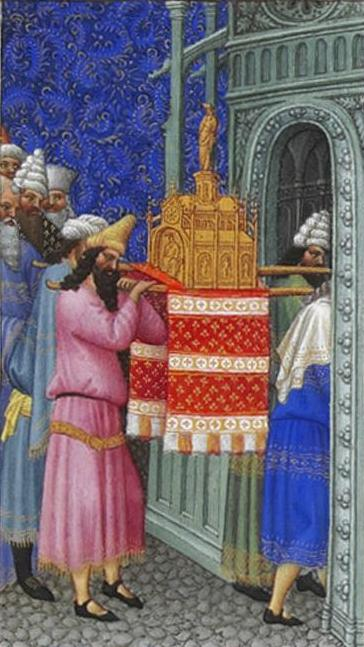
성전에 법궤를 들이는 모습. 《베리공 기도서》 (15세기)

다윗 왕이 임종한 이후, 그의 아들 솔로몬이 이스라엘의 왕위에 올랐다. 성경에 의하면 솔로몬은 법궤에 기도를 올림으로써 누명을 벗고 왕위에까지 오를 수 있었으며, 또한 법궤 앞에서 기도하다고 잠이 들었는데, 이 때 그의 꿈에서 하나님을 만나 그의 지혜를 얻었다고 한다.
솔로몬은 이에 대한 은혜를 갚기 위해, 다윗의 통치 시기에 중단되었던 성전 공사를 재개하였다. 성전에는 법궤를 보관하기 위한 특별한 방이 마련되었으며, 이 안에 법궤가 십계명을 새긴 석판 2개와 함께 보관되었다. 성전이 완공되고, 사제들이 성전을 신에게 바치는 봉헌 의식을 치르자, 구름이 일어나 법궤와 성전을 감쌌으며, 성경의 표현을 그대로 따르자면 '신의 영광이 신의 집을 가득 채웠다.'고 한다.
후에 솔로몬이 파라오의 딸과 결혼하였는데, 이 파라오의 딸은 불결한 외부인으로 치부되어 법궤가 보관되어 있는 신성한 시온 산의 궁전 안에 들어가지 못하고 밖에서 지내야 했다고 한다.

### 바빌로니아의 침공
기원전 587년에, 바빌론 군대가 예루살렘을 침공하였다. 성경에는 이 때 법궤가 어떻게 되었는지에 대한 직접적인 언급은 없다. 다만 한 그리스어 성경에는 법궤를 옮기는 장대들이 바빌론으로 옮겨졌다는 내용이 있으나, 법궤 그 자체에 대한 언급은 없다.
그들은 성전에 보관되어 있던 모든 성스러운 집기들을 가져갔다. 성궤를 옮기는 장대, 왕의 보물들이 모두 이때 바빌론으로 옮겨졌다.

바빌로니아의 침공 이후 법궤의 행방에 대해서는 다양한 설들이 존재한다. 한 설은 법궤가 다른 보물들과 같이 바빌론으로 옮겨져 다시는 돌아오지 못했다고 주장하고, 다른 설은 유대의 왕이 성전이 약탈당하기 전 그 안에 있었던 지팡이, 석판, 만나를 담은 항아리들과 함께 모두 시온 산의 신성하고 비밀스러운 공간에 묻혔다는 것이다. 아직까지 법궤가 발견된 바가 없기 때문에, 둘 중 어느 설이 맞는지에 대해서는 아직까지도 논란이 있다.

## 법궤의 현재 행방
법궤를 소유하거나 발견했다고 하는 주체들은 상당히 많다. 아래의 목록은 모두 법궤를 갖고 있다고 주장하는 단체들로, 자신들이 보관하는 것이 진짜 법궤라는 고고학적으로 완벽한 증거들을 제시하지 못했다. 따라서 아직까지 법궤는 행방불명이다.

### 네보 산
기록에 의하면, 예언자 예레미야가 바빌로니아의 침공을 예언하였고, 이에 관련한 피해를 방지하기 위해 법궤와 성막을 가져와 몰래 네보 산에 있는 성스러운 동굴에 묻었다는 내용이 있다. 예레미야는 이 것들을 묻으며, '신이 다시 그의 백성들을 불러 모으시고, 그들에게 자비를 베푸실 때'까지 절대 이 동굴이 열려서는 안 된다고 추종자들에게 경고하였다. 네보 산은 출애굽 때 모세가 올라가 약속의 땅을 바라보았던 산으로도 유명하다. 네보 산은 예루살렘 남쪽으로 약 47km 아래에 위치해 있으며, 요르단 강의 동쪽 경계에 있다.

### 에티오피아
에티오피아 정교회에 따르면, 악숨에 있는 성당에 법궤가 보관되어 있다고 한다. 이 법궤는 엄중한 감시 하에 에티오피아 정교의 최대 성물로 받들어지고 있으며, 정교회의 모든 교회에는 작은 법궤의 모형들이 보관되어 있고, 각각 에티오피아의 성인들에게 봉헌되어 있다. 가장 인기 있는 성인들은 마리아, 미카엘 등이라고 한다. 에티오피아 교회는 솔로몬 왕의 아들인 메넬리크 1세가 에티오피아 제국을 세우며 이 법궤를 에티오피아로 갖고 왔다고 한다.
1992년에 그레이엄 핸콕은 법궤가 잠시 동안 이집트에 보관되어 있었다가, 나일 강을 거슬러 올라가 에티오피아까지 갔을 가능성을 제시했다. 에티오피아 악숨에 있다는 설은 현재 법궤의 행방에 대한 가장 잘 알려진 주장 중 하나이지만, 워낙 이 법궤에 대한 문제가 예민하다보니 이에 대한 논란도 매우 많은 편이다.

## 각종 매체에서
법궤는 '잃어버린 보물'의 대명사로 오랜 시간동안 수많은 사람들의 상상력을 자극해왔다.
- 1981년 스티븐 스필버그의 인디아나 존스.[31][32]

## 같이 보기
- 기독교
- 성경
- 출애굽기
- 모세
- 솔로몬
- 십계명